# Platypalpus kaszabi
Platypalpus kaszabi är en tvåvingeart som beskrevs av Nikolai Vasilevich Kovalev 1978. Platypalpus kaszabi ingår i släktet Platypalpus och familjen puckeldansflugor. Inga underarter finns listade i Catalogue of Life.